# Weekly Shōnen Champion
Weekly Shōnen Champion (週刊少年チャンピオン?, # Shukan Shonen Champion) è una rivista di manga shōnen giapponese pubblicata dalla Akita Shoten. Venne pubblicata la prima volta il 15 luglio 1969.

## Manga pubblicati
- 750 Rider
- Abashiri Ikka
- Akumetsu
- Alabaster
- Angel Voice
- Apocalypse Zero
- Baki the Grappler
- Baron Gong Battle
- Beastars
- Black Jack
- Black Jack - Kuroi Ishi
- Chaosic Rune
- Cutey Honey
- Dai Koshien
- Dengeki Oshioki Musume Gōtaman
- Dokaben
- Dokaben Professional Baseball
- Dokaben Superstars
- Don Dracula
- Eko Eko Azarak
- Gaki Deka
- Ganso! Urayasu Tekkin Kazoku
- Hanaukyo Maid Team
- Hanma Baki
- Hungry Heart
- Iron Wok Jan
- Kyofu Shinbun
- Macaroni Houren-sou
- Mahō Shōjo Site
- Maji!
- Midnight
- Mitsudomoe
- My-Hime
- Nanairo Inko
- No Bra
- Noodle Fighter Miki
- Omakase! Peace Denki-Ten
- Ranpou
- Saint Seiya - Next Dimension - Myth of Hades
- Say Hello to Bookila!
- Seven of Seven
- Super Radical Gag Family
- Togen Anki - Sangue maledetto
- The Crater
- Uda Uda Yatteru Hima wa Ne!
- Welcome to Demon School! Iruma-kun
- Worst
- Yakeppachi no Maria